# Вітри в давньогрецькій міфології
Вітри (дав.-гр. Ἄνεμοι ) — в давньогрецької міфології персоніфікації вітрів; діти Астрея і Еос: Борей, Нот і Зефір. У Гесіода згадано три вітри, у Гомера до них доданий Евр.
У мікенських текстах згадується a-ne-mo-i-je-re-ja «жриця вітрів» (богиня?).

## Перелік вітрів

### Основні вітри
- Борей — північний.
- Нот[4] — південний. Гесіод називає його «жахливим».[5] Згаданий в «Іліаді» (II 145) й в «Одіссеї» (III 296; XII 325). Йому присвячений LXXXII орфічний гімн.
- Зефір — західний.
- Евр (Євр) — східний.[6][7] В «Іліаді» згадується один раз.

### Проміжні вітри
Чотири проміжних вітри, зображені на афінській Вежі вітрів:
- Ліпс (також Ліб або Лів). Вітер, що дме з південного заходу (сторони зимового заходу сонця).[8]
- Скірон (у Афінах.[9]) або Аргест. Вітер, що дме з північного заходу (зі сторони літнього заходу сонця).[10]
- Кекій. Вітер, що дме з північного сходу (сторони літнього сходу сонця).[11]
- Апеліот. Вітер, що дме з південного сходу (зі сторони зимового сходу сонця).[12] У часи Арістотеля назви східного і південно-східного вітрів помінялись: Евр став означати південно-східний вітер, а Апеліот — східний.

### Інші вітри
Інші назви вітрів у греків і римлян (як правило, не персоніфікуються):
- Авра («Вітерець»). У перекладі «Струминка» (див.[13] Прокріда).
- Аури. Персоніфікації легких вітрів. Їх зображення в мистецтві.[14]
- Апарктіас. Один з вітрів.[15]
- Африк (лат.). Південно-західний вітер.[16] Відповідає Ліпсу.[17]
- Іапіг. Назва північно-західного вітру.[18]
- Киркій. Назва північно-західного вітру.[19]
- Аквилон — північно-східний вітер (у древньому Римі)